# Per Albin Hansson
Per Albin Hansson, i folkemunde ofte blot Per Albin, (født 28. oktober 1885 i Kulladal, Skåne, død 6. oktober 1946 i Stockholm, Sverige) var en svensk socialdemokratisk politiker, der var Sveriges statsminister fra 1932 til 1936 og igen fra 1936 til 1946. Han var medlem af Riksdagen fra 1918 til 1946 og partileder for Socialdemokraterne fra 1925 til 1946.
Hansson var en af hovedarkitekterne bag det politiske koncept Folkhemmet, som spillede en vigtig rolle i udviklingen af den svenske velfærdsstat.

## Biografi

### Ungdom og politisk karriere
Per Albin Hansson blev født i Kulladal i Hyllie udenfor Malmø som søn af mureren Carl Hansson og pigen Kjersti Persdotter. Barndomshjemmet bestod af to små rum og et lille køkken. Lønnen var fem kroner om måneden. Fødehjemmet er i dag indrettet som museum, og gaden, som passerer forbi huset sydpå fra varehuset Mobilia i Malmö, hedder Per Albin Hanssons väg. Per Albin havde tre brødre, Sigfrid som var et år ældre, den yngre Nils Edvin og så Johan, som var ældst. Han startede i Stattenaskolan og var en dygtig elev. Efter fire år i folkeskole arbejdede han som bydreng og senere som kommis i den kooperative forening Pan.
Hansson blev medlem af afholdsforeningen Verdandi omkring 1901. Selv om han kun var aktiv i foreningen i en kort periode, var han fortsat afholdsmand, da han ti år senere i modsætning til Hjalmar Branting gik ind for, at et krav om totalforbud mod alkohol skulle indskrives i partiprogrammet. I 1902 kom han med i den ungsocialistiske klub i Malmø, og i foråret 1903 gik han ind i det nystartede socialdemokratiske ungdomsforbund. I 1904 blev Hansson distributør på Arbetet. I 1905 blev han ungdomsforbundets første funktionær og redaktør af avisen Fram med sæde i Malmø. Han var altså 20 år gammel, da han fik sin første ansættelse i "bevægelsen", i hvis tjeneste han skulle forblive hele livet. Samtidig med ansættelsen var han medlem af ungdomsforbundets centralstyrelse 1903–1912 og dens ordførende 1908–1909. Da Zäta Höglund kuppede Hansson væk som ordførende, blev han i 1910 ansat ved partiets avis Social-Demokraten i Stockholm. Trods tabet sad han ikke bare tilbage i partistyrelsen, som han kom ind i 1908, som ordførende for ungdomsforbundet, men han blev også i 1911 medlem af partiets magtfulde driftsudvalg. Han var desuden chefredaktør for Social-Demokraten 1917-1923.
Hansson medvirkede til at tvinge den mere revolutionære venstrefløj med Zäta Höglund i spidsen til at forlade partiet i 1917. I 1917 holdt Per Albin Hansson en tale om vigtigheden af at gennemføre en valgreform for en stor forsamling i Stockholm. Situationen var kritisk, og Sverige var tæt på en borgerkrig, da den siddende regering ikke ville acceptere kravet om at alle skulle have stemmeret. Højrelederen Arvid Lindman svarede: "At få stemmeret er ikke en ret for hverken den ene eller den anden. Det eneste afgørende er, om det tjener statens vel."
Ved det følgende valg blev den nu 32-årige Hansson rigsdagsmand, og socialdemokraterne indgik for første gang i en regering, som blev ledet af den liberale Nils Edén. Dette hindrede ikke Per Albin i fortsat at kritisere regeringen for ikke at være tilstrækkeligt radikal. Blandt andet krævede han, at landet skulle være republik. Socialdemokraterne ville gennemføre reformer om 8 timer arbejdsdag og mere tryghed i ansættelsen. Det kunne Edén ikke gå med til, og det kom til en regeringskrise. Det var for en stor dels vedkommende Per Albin Hanssons handlinger, som lå til grund for regeringskrisen, da han vægrede sig ved at forhandle, selv om Hjalmar Branting ville det.
Til manges forfærdelse, herunder kongen Gustaf 5.s, blev Per Albin Hansson, som i 1910'erne havde profileret sig som antimilitarist, udnævnt til forsvarsminister. Dermed forlod han sin post som redaktør på avisen Social-demokraten. Under Brantings tre ministerier mellem 1920 og 1926 gennemførte han også nedrustning med henblik på at frigøre ressourcer til sociale reformer. I 1920'erne var selv Per Albin Hansson indblandet i en sag om mishandling. Ved Brantings død i 1925 var den selvskrevne efterfølger Fredrik Thorsson alvorligt syg, og Per Albin blev af partiledelsen udset til at blive dens ordfører. Hanssons stilling var dog omstridt, og Rickard Sandler blev udset til at blive statsminister. Først i 1927 blev Hansson valgt til riksdagsgruppens ordfører, og i 1928 valgtes han på partikongressen til partiets ordfører.

### Partileder og statsminister
Da socialdemokraterne havde vundet den langtrukne strid om almen valgret, gik luften noget ud af partiet, og Hanssons første valg som partileder blev et stort nederlag. Partiets program, som i 1920 var blevet ændret i en mere marxistisk retning, tiltalte ikke vælgerne. Med begrebet "folkhemmet" forøgede Per Albins støtte hos vælgerne. Efter valget i 1932 fik han til opgave at danne en rent socialdemokratisk regering uden at have eget flertal. Dermed indledtes Socialdemokratiets lange regeringsperiode, som varede i 44 år med en kort afbrydelse i sommeren 1936.
Ved en kriselov, i daglig tale kaldet "kohandeln", med Bondeförbundet i 1933, hvor han accepterede en korporativ landbrugspolitik med toldbeskyttelse for landbrugsprodukter, fik han et stærkere parlamentarisk grundlag. Tre måneder før valget i 1936 valgte Hansson dog at gå i opposition, fordi Rigsdagens borgerlige flertal krævede en for stor militær oprustning.
Efter valget i 1936 dannede Per Albin Hansson en koalitionsregering med Bondeforbundet og lod bondeforbundsmedlemmet Janne Nilsson blive forsvarsminister og ansvarig for den oprustning som den aktuelle verdenssituation ansås at kræve. I øvrigt indledte han en mere aktiv socialpolitik med henblik på at virkeliggøre "drömmen om det goda folkhemmet"

### 2. verdenskrigen og efterkrigstiden
Hanssons statsmandskunst blev stillet på alvorlige prøver under 2. verdenskrig. Udbruddet af krigen førte til borgfred. I lyset af Sovjetunionens overfald på Finland dannedes i december 1939 en samlingsregering, som havde som mål at forhindre, at Sverige blev forvandlet til en krigsskueplads. Under krigen fremstod han som en samlende figur i Sverige.
Et af hans mindre kendte citater siges at være fremkommet i forbindelse med, at forsvarets ledelse præsenterede et forslag om, hvordan en gruppe svenske tropper kunne indsættes på finsk side i Vinterkrigen. Han skal da have sagt: "jävla skitprat", og dermed var diskussionen afsluttet.
Straks efter at samlingsregeringen var blevet afløst af en ren socialdemokratisk regering, døde Per Albin Hansson den 6. oktober 1946 af et hjerteanfald, som indtraf på vej til hjemmet i Ålsten. Aftenen før havde han været sammen med det besøgende norske statsråd, og tog sporvognen hjem kl. 01.02 på morgenen. Da han steg af ved Ålstensgatan faldt han om på jorden. Vidner til hændelsen tilkaldte politi og ambulance, men da han blev indleveret på St. Görans sjukhus, var han død.

### Arv
I løbet af sin karriere forvandledes Per Albin Hansson fra en ung rebel til en landsfader. Gennem ideen om folkehjemmet skjulte han sin rolle som fortaler for klassekamp. Han bibeholdt sine enkle vaner, kørte med sporvogn og optrådte på sin 50 års fødselsdag i morgenkåbe. Privat havde han sjældent omgang med sine politiske kolleger, men tilbragte lange aftener med kortspil og grogg, og det var tabu at tale om politik.
Den folkehjemstanke, som han plantede, fik efter hans død en langt dybere forankring i de brede svenske folkelag. Den almene afgiftsfrie fødeorlov blev indført i 1938 for at give alle børn lige ret til en sikker og jævnbyrdig fostertid og fødsel. Område efter område udstyredes med en livagtig forestilling om, at hvert svensk individ eller familie har ret til at bo godt, have et godt helbred, en god uddannelse og tryghed i alderdommen, men de borgerlige partier var stadig modstandere af de sociale reformer. Efter afslutningen på 2. verdenskrig i maj 1945 havde det svenske samfund som helhed undgået de store forstyrrelser, som krigen forårsagede i resten af verden. Dette betød også, at han kunne virkeliggøre folkhemmet.

### Privatliv
Fra 1906 til 1918 boede Hansson sammen med Sigrid Vestdahl, som han senere i 1926 blev gift med. Hun var mor til hans børn Anna Lisa og Per Gunnar. Fra 1918 til 1926 var han borgerligt gift med Elisabeth Fryckberg (gift Norlén), som var mor til hans børn Elsa Brita og Karin.
Per Albin Hansson havde dermed to familier, da han blev skilt og giftede sig igen, hvilket var meget forkasteligt på det tidspunkt. Han forsørgede begge sine familier og boede i lange perioder hos begge familier. Medierne, som kendte til hans private familieforhold, skrev ikke om dem, men behandlede dem som en såkaldt offentlig hemmelighed.